# Yesterday Man
Yesterday Man är en poplåt, skriven av Chris Andrews, som också kom att bli hans debutsingel som soloartist. Den utgavs av skivbolaget Decca Records i september 1965. Den klättrade upp till tredjeplatsen på brittiska singellistan, och toppade singellistorna i flera andra länder kring årsskiftet 1965-1966. USA var ett undantag, där floppade låten efter att kort ha nått Billboard Hot 100. Samtidigt nådde den förstaplatsen i Kanada.
Låten går i en sorts baktakt som kan beskrivas som ett skatempo, och texten handlar om en kille som just blivit dumpad, och trots att han känner sig sviken skulle han ta tillbaka henne när som helst.
1974 spelade Robert Wyatt in låten och gav ut den som uppföljare till sin cover av "I'm a Believer".

## Listplaceringar
| Lista (1965-1966) | Position               |
| ----------------- | ---------------------- |
| Finland           | 29                     |
| Flandern          | 2                      |
| Frankrike         | 11                     |
| Irland            | 1                      |
| Kanada            | 1                      |
| Nederländerna     | 2                      |
| Norge             | 5 (VG-lista)           |
| Storbritannien    | 3                      |
| Sverige           | 1 (Kvällstoppen)       |
| Sverige           | 1 (Tio i topp)         |
| USA               | 94 (Billboard Hot 100) |
| Vallonien         | 9                      |
| Västtyskland      | 1                      |
| Österrike         | 1                      |